# بستانه (مقاطعة فسا)
بستانه (بالفارسية: بستانه) هي قرية تقع في قسم صحرارود الريفي (مقاطعة فسا) في إيران.